# 大泊町 (熊野市)
大泊町（おおどまりちょう）は、三重県熊野市にある町丁名。

## 歴史
1897年に南牟婁郡泊村の一部となり、1954年に熊野市が発足して以降は泊村は消滅し、熊野市の一部となっている。

## 学区
| 番・番地等 | 小学校             | 中学校             |
| ---------- | ------------------ | ------------------ |
| 全域       | 熊野市立木本小学校 | 熊野市立木本中学校 |

## 名所
- 大泊海水浴場 - ビーチ、海水浴場[1]
- TOP DIVING SERVICE - スキューバダイビング施設[1]。
- ホテルなみ - 宿泊施設。